# 塔梅尔维尔 (芒什省)
塔梅尔维尔（法語：Tamerville）是法国芒什省的一个市镇，属于谢尔布尔区（Cherbourg）瓦洛盖县（Valognes）。该市镇总面积18.2平方公里，2009年时的人口为622人。

## 人口
塔梅尔维尔人口变化图示